# Lissocarcinus
Lissocarcinus is een geslacht van kreeftachtigen uit de klasse van de Malacostraca (hogere kreeftachtigen).

## Soorten
- Lissocarcinus arkati Kemp, 1923
- Lissocarcinus boholensis Semper, 1880
- Lissocarcinus echinodisci Derijard, 1968
- Lissocarcinus elegans Boone, 1934
- Lissocarcinus holothuricola (Streets, 1876)
- Lissocarcinus laevis Miers, 1886
- Lissocarcinus orbicularis Dana, 1852
- Lissocarcinus ornatus Chopra, 1931
- Lissocarcinus polybiodes Adams & White, 1849